# Vlajka Kajmanských ostrovů

Vlajka Kajmanských ostrovů
Poměr stran: 1:2

Námořní vlajka Kajmanských ostrovů
Poměr stran: 1:2

Vlajka Kajmanských ostrovů, zámořského území Spojeného království, je tvořena britskou modrou státní námořní vlajkou (Blue Ensign) o poměru stran 1:2 s vlajkovým emblémem těchto ostrovů (anglicky badge) ve vlající části.
Původní vlajka byla schválena roku 1958. Znak na vlajce byl do roku 1999 menší a v bílém kruhovém poli. 
V horní červené části štítu na vlajce je umístěný žlutý anglický lev, pod ním jsou v šestkrát bíle a modře vlnitě pruhovaném poli tři zelené, žlutě lemované pěticípé hvězdy, reprezentující tři hlavní ostrovy (Grand Cayman, Little Cayman a Cayman Brac). Na štítu je položena želva a ananasovník, pod štítem je žlutá stuha s mottem HE HATH FOUNDED IT UPON THE SEAS (česky Založil je nad mořem).
Během letních olympijských her v letech 2004, 2008 a 2012 a během zimních olympijských her v letech 2010 a 2014 nastupovali sportovci Kajmanských ostrovů pod vlajkou guvernéra Kajmanských ostrovů.

## Galerie

Vlajka guvernéra Kajmanských ostrovů Poměr stran: 1:2
Vlajka Kajmanských ostrovů (1958–1999) Poměr stran: 1:2
Námořní vlajka Kajmanských ostrovů (1958–1999) Poměr stran: 1:2